# برامج الرسوم المتحركة حول حقوق الأطفال
الرسوم المتحركة لحقوق الطفل هي مجموعة من الرسوم المتحركة القصيرة تستند إلى اتفاقية اليونيسف لحقوق الطفل. في عام 1994 عقدت اليونيسف قمة لتشجيع استوديوهات الرسوم المتحركة في جميع أنحاء العالم على إنشاء مواقع متحركة فردية توضح الحقوق الدولية للأطفال.

## قائمة الرسوم المتحركة
- للأطفال الحق في الحماية من إساءة المعاملة التي يمكن أن تكون قاسية، المملكة المتحدة، أفلام كوسغروف هال، من إنتاج Benslifinio Bujar & Matt Selon & Burgiest Hugamin، حول المادة 4 من اتفاقية حقوق الطفل
- للأطفال الحق في البقاء والتطور إلى أقصى حد، كندا، المجلس الوطني للأفلام في كندا، من إعداد بريتيسلاف بوجار، حول المادة 6 من اتفاقية حقوق الطفل
- للأطفال الحق في التعبير عن أنفسهم، الولايات المتحدة الأمريكية، إتش بي أو، من إعداد إيلين أوميرا، إنتاج كاثرين ويندر، موسيقى جون مكارثي، حول المادة 12 من اتفاقية حقوق الطفل
- للأطفال الحق في الحصول على المعلومات المناسبة، الولايات المتحدة الأمريكية، مؤسسة اوربان ديزاين، من إخراج جون Serpentelli، حول المادة 13 من اتفاقية حقوق الطفل
- للأطفال الحق في حرية الضمير، الولايات المتحدة الأمريكية، شركة والت ديزني، من إعداد Hendel Butoy، Music by Pixote، حول المادة 14 من اتفاقية حقوق الطفل
- للأطفال الحق في حرية الفكر، الولايات المتحدة الأمريكية، MTV Animation، من إعداد ماتشي تانتيلو، موسيقى Sweet Honey in the Rock، حول المادة 14 من اتفاقية حقوق الطفل
- للأطفال الحق في الخصوصية، بولندا، التلفزيون البولندي، إخراج ألكساندرا كوريجو، حول المادة 16 من اتفاقية حقوق الطفل
- للأطفال الحق في عائلة محبة والرعاية العائلية، الولايات المتحدة الأمريكية، برنامج الأطفال ثلاثي النجوم في كولومبيا، من إخراج بيل دينيس وجون رايس، احول المادة 20 من اتفاقية حقوق الطفل
- للأطفال الحق في التعليم، البرازيل، تلفزيون فوتورا، إخراج كاكو جالاردو، رسوم متحركة من قبل كوينهو، حول المادة 28 من اتفاقية حقوق الطفل
- للأطفال الحق في اللعب، الولايات المتحدة الأمريكية، شركة سن بو انترتينمنت [الإنجليزية] ، من إعداد بن إدلوند وكريستوفر ماكولوتش، حول المادة 31 من اتفاقية حقوق الطفل
- للأطفال الحق في الحماية من الأعمال الخطرة، الولايات المتحدة الأمريكية، فيلم من إنتاج شركة وارنر براذرز [الإنجليزية]، إخراج محمد محمد، إنتاج زهرة دولت أبادي، حول المادة 32 من اتفاقية حقوق الطفل
- للأطفال الحق في عالم خالٍ من المخدرات، الولايات المتحدة الأمريكية، DIC Entertainment من إنتاج آرت موهيني [الإنجليزية]، حول المادة 33 من اتفاقية حقوق الطفل
- للأطفال الحق في الحماية من الاعتداء الجنسي، ألمانيا، أفلام هان، إخراج كلوديا كوليير، المادة 34
- للأطفال الحق في الحماية من الألغام الأرضية، كندا، أفلام سينار [الإنجليزية]، التي أنشأها جريج بيلي، حول المادة 38 من اتفاقية حقوق الطفل
- للأطفال الحق في الحماية في أوقات الحرب، الولايات المتحدة الأمريكية، مايكل سبورن للإنتاج، من إعداد مايكل سبورن، حول المادة 39 من اتفاقية حقوق الطفل
- لكل طفل الحق في رعاية أسرية، بورتوريكو، تم اعداد الرسوم المتحركة من قبل باكو لوبيز، حول المادة 59 من اتفاقية حقوق الطفل
- للأطفال الحق في أن يكونوا في مأمن من الحروب الخطيرة في العالم، كوريا الشمالية، استوديو SEK استوديو SEK، رسوم متحركة تم إنشاؤها وكتابتها بواسطة جون اوك كيم، حول المادة 79 من اتفاقية حقوق الطفل
- لكل طفل الحق في التحرر من عمالة الأطفال الخطير وغير الآمن، بنغلاديش، توون بانغال للرسوم المتحركة، بواسطة Gary Goshniabutmomark و Nia Kelogananadesh، حول المادة 80 من اتفاقية حقوق الطفل

## الروابط الخارجية
- اتفاقية اليونيسف لحقوق الطفل
- كاريكاتير اليونيسف لحقوق الطفل
- رابط فيديو اليونيسف
- الاتحاد الدولي للرسوم المتحركة لحقوق الطفل